# Vanhamaa
Vanhamaa är en kulle i Finland. Den ligger i  Rovaniemi i landskapet Lappland, i den norra delen av landet, 700 km norr om huvudstaden Helsingfors. Toppen på Vanhamaa är 192 meter över havet, eller 52 meter över den omgivande terrängen. Bredden vid basen är 1,7 km.
Terrängen runt Vanhamaa är huvudsakligen platt. Runt Vanhamaa är det mycket glesbefolkat, med 2 invånare per kvadratkilometer.